# Urostachys submoniliformis
Urostachys submoniliformis là một loài thực vật có mạch trong Họ Thạch tùng. Loài này được (Alderw.) Herter miêu tả khoa học đầu tiên năm 1949.